# AS Central Sport
AS Central Sport ist ein tahitischer Fußballverein aus der französisch-polynesischen Hauptstadt Papeete. Er ist mit 20 Titel Rekordmeister der höchsten Liga des Landes. Die größten Erfolge feierte der Club zwischen 1962 und 1985. Hinzu kommen 18 Pokalsiege. Im Jahr 2017 nahm der Verein zum ersten Mal an der OFC Champions League teil und schied dort nach zwei Siegen und eine Niederlage als Gruppenzweiter in der Vorrunde aus.

## Erfolge und Titel
| Tahitianische Meisterschaft (21) | Tahitianische Meisterschaft (21) | Tahitianische Meisterschaft (21) | Tahitianische Meisterschaft (21) | Tahitianische Meisterschaft (21) | Tahitianische Meisterschaft (21) | Tahitianische Meisterschaft (21) | Tahitianische Meisterschaft (21) | Tahitianische Meisterschaft (21) | Tahitianische Meisterschaft (21) |  |
| -------------------------------- | -------------------------------- | -------------------------------- | -------------------------------- | -------------------------------- | -------------------------------- | -------------------------------- | -------------------------------- | -------------------------------- | -------------------------------- |  |
| 1955                             | 1958                             | 1962                             | 1963                             | 1964                             | 1965                             | 1966                             | 1967                             | 1972                             | 1973                             |  |
| 1974                             | 1975                             | 1976                             | 1977                             | 1978                             | 1979                             | 1981                             | 1982                             | 1983                             | 1985                             |  |
| 2018                             |                                  |                                  |                                  |                                  |                                  |                                  |                                  |                                  |                                  |  |
| Tahiti Cup (18)                  |                                  |                                  |                                  |                                  |                                  |                                  |                                  |                                  |                                  |  |
| 1950                             | 1953                             | 1954                             | 1957                             | 1961                             | 1962                             | 1966                             | 1967                             | 1972                             | 1973                             |  |
| 1975                             | 1976                             | 1977                             | 1979                             | 1981                             | 1983                             | 1988                             | 1995                             |                                  |                                  |  |

- OFC Champions League

2017 (Gruppenphase)

## Kader
Die folgenden Spieler wurden für die OFC Champions League 2017 nominiert.
| Nr. |                        | Position | Name               |
| --- | ---------------------- | -------- | ------------------ |
| 1   | Franzosisch-Polynesien | TW       | Bruno Tetuanui     |
| 2   | Vanuatu                | ST       | Kensi Tangis       |
| 3   | Franzosisch-Polynesien | AB       | Stephane Faatiarau |
| 5   | Franzosisch-Polynesien | AB       | Teiki Kananou      |
| 6   | Franzosisch-Polynesien | MF       | Gaetan Sanchez     |
| 7   | Franzosisch-Polynesien | MF       | Efrain Arañeda     |
| 8   | Chile                  | MF       | Miguel Ángel Estay |
| 9   | Franzosisch-Polynesien | AB       | Matatia Paama      |
| 10  | Franzosisch-Polynesien | ST       | Manuarii Hauata    |
| 12  | Franzosisch-Polynesien | MF       | Manutahi Tetaria   |

| Nr. |                        | Position | Name               |
| --- | ---------------------- | -------- | ------------------ |
| 13  | Chile                  | AB       | Diego Cifuentes    |
| 15  | Chile                  | ST       | César Castillo     |
| 16  | Franzosisch-Polynesien | TW       | Vaiarii Halligan   |
| 18  | Franzosisch-Polynesien | AB       | Anipea Taata       |
| 20  | Franzosisch-Polynesien | MF       | Jay Warren         |
| 21  | Franzosisch-Polynesien | ST       | Fred Tissot        |
| 22  | Franzosisch-Polynesien | MF       | Valdo Yakeula      |
| 23  | Franzosisch-Polynesien | AB       | Raimana Dhalluin   |
| 25  | Chile                  | AB       | Sergio Sandoval    |
| 30  | Vanuatu                | MF       | Fenedy Masauvakalo |